# Гигантская черепаха Восмера
Гигантская черепаха Восмера (лат. Cylindraspis vosmaeri) — вид недавно вымерших гигантских сухопутных черепах. Эндемик острова Родригес (Маскаренские острова) в Индийском океане. Вымерла к 1786 году из-за истребления людьми и одичавшими кошками. Видовое название дано в честь Арноута Фосмаэра (1720—1799).

## Таксономия
И Cylindraspis vosmaeri, и его более мелкий родственник родригеская черепаха (Cylindraspis peltastes) произошли от предкового вида на Маврикие (предка Cylindraspis inepta), который много миллионов лет назад переправился на Родригес по морю, а затем постепенно разделился на два вида, обитающих на Родригесе.

## Внешний вид
Гигантская черепаха Восмера была очень крупным видом гигантских черепах с длинной приподнятой шеей и повёрнутым вверх панцирем, что придавало ей форму тела, похожую на тело жирафа и почти такую же, как у завропод.
Она питалась более высокой растительностью, в то время как её гораздо более мелкий родственник, родригесская черепаха, питалась низкой растительностью, такой как опавшие листья и трава.
Гигантская черепаха Восмера была описана первыми колонистами как послушное, миролюбивое животное, которое любит собираться в большие стада, особенно по вечерам. Один из первых поселенцев на Родригесе в 1707 году описал необычное групповое поведение этих животных:
«Есть одна очень странная особенность у них: они всегда выставляют часовых на некотором расстоянии от отряда по четырём углам лагеря, к которым часовые поворачиваются спиной и смотрят, как будто они на посту. Мы всегда это замечали у них, и эту загадку, кажется, ещё труднее понять, потому что эти существа неспособны защитить себя...» (Легуат, 1707)

## Поведение и экология
Впоследствии было обнаружено, что пасущиеся стада гигантских черепах играют важную роль в экосистеме Родригеса и восстановлении его лесов. Помимо прочего, гигантские черепахи обеспечивают распространение и прорастание семян деревьев, а также «терраформируют» остров, поддерживая лесные поляны и водоёмы.
В знак признания этого факта были предприняты меры по внедрению замещающих видов в виде аналогичных гигантских черепах из других частей света, чтобы помочь в восстановлении разрушенной окружающей среды Родригеса. В итоге, на бывшее место обитания гигантской черепахи Восмера заселили исполинских черепах (Aldabrachelys gigantea) с Сейшельских островов, которые примерно одинаковы по размеру, хотя и сильно отличаются по форме тела.

## Вымирание
Во времена прибытия первых поселенцев на Родригесе были замечены многотысячные стада гигантских черепах. Как и свойственно изолированным островным видам, они были дружелюбными, любопытными и не боялись людей.
Однако в последующие годы массовый отлов и экспорт в качестве пищи, а также интродукция инвазивных видов привели к быстрому истреблению гигантских черепах. Первые попытки сохранить вид были предприняты в XVIII веке, когда французский губернатор Маэ де Лабурдонне попытался принять закон против «разграбления черепах» на Родригесе. Однако массовое истребление продолжалось. Сотни тысяч особей были погружены в трюмы кораблей в качестве провизии или для транспортировки на Маврикий, где их сжигали для получения жира и масла. Из-за их необычайно тонкой скорлупы многие погибли от раздавливания, так как были плотно уложены в трюмы кораблей.
В последние годы были найдены только более мелкие особи, обитавшие в изолированных горных убежищах в глубине острова. В 1795 году на острове была обнаружена выжившая гигантская черепаха, найденная на дне ущелья. В 1802 году упоминается, что выжившие особи были убиты во время больших пожаров, которые использовались для расчистки растительности острова для сельского хозяйства, но непонятно, к какому из двух видов, обитающих на Родригесе, они принадлежали, и какой из них прожил дольше всех.

## Галерея

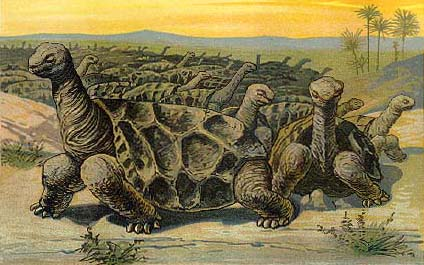
Рисунок с изображением группы гигантских черепах
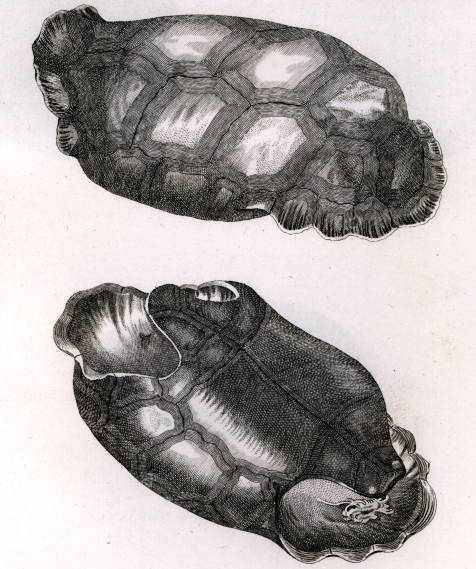
Гравюра с изображением панциря черепахи Восмера
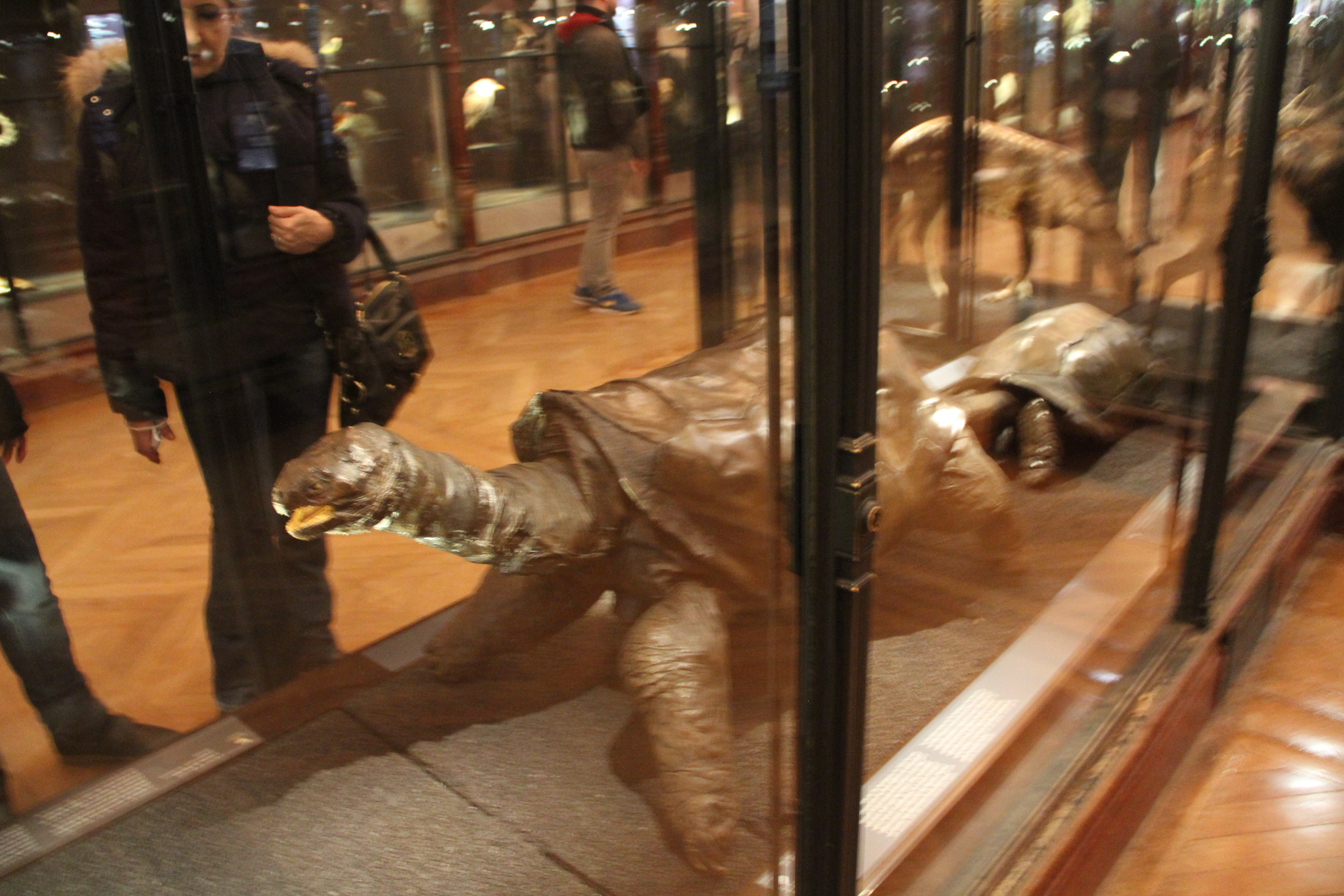
Единственное в мире чучело вида в парижском музее естественной истории